# タルナ・ヌサンタラ高等学校
タルナ・ヌサンタラ高等学校（Taruna Nusantara Senior High School、通称TN）は、インドネシアの中部ジャワ州マゲラン市にある、高い規律を誇る全寮制の高等学校である。同校は、卓越した学業成績と指導力に加えて、国民的価値観を重視していることで高い評価を得ている。同校とその教育方法は、「インドネシアの他のトップ校の設立のきっかけとなった」と言われている。
タルナ・ヌサンタラは 「群島の愛国者 」と訳される。タルナという言葉自体も、一般的にはインドネシアの士官候補生を指すが、これは学校やその生徒とは直接の関係はなく、混同されるべきではない。

## 歴史
この学校の構想は、1985年、当時のインドネシア国防・安全保障大臣であったL.B. Moerdani将軍によってなされた。彼は、国の最高の人材を教育し、建国の父たちによって設定された国家的使命を遂行し続けることのできる卒業生を輩出することのできる民間学校を構想していた。その後、インドネシア軍とタマン・シスワ（Taman Siswa）が、Lembaga Perguruan Taman Taruna Nusantara（LPTTN）と呼ばれる財団を設立し、支援するためのMoUに調印した。この財団は、最終的にモルダニ将軍のビジョンを結晶化させ、その後、学校の運営プロセスを監督した。
1990年、当時のTri Sutrisno陸軍司令官によって開校式が行われた。隣接するインドネシア陸軍士官学校から寄贈された18.5ヘクタールの敷地に、校舎、学生寮、教員住宅からなるキャンパス全体が建設された。最初の6年間は、毎年245人の男子学生が入学した。1996年からは男女共学となり、70人の女子学生を受け入れることになり、それに伴い校地も23ヘクタールに拡張された。
優秀な若者を惹きつけるため、政治的にも財政的にも強力な軍隊の支援を受けた同校は、全生徒に全額奨学金を支給した。教師たちも平均以上の給与と施設を享受していた。しかし、1997年の深刻なアジア通貨危機とその後の国政の変化により、同校は財政難に直面し、2002年の第13期生受け入れ時に奨学金制度を廃止した。現在でも、民間企業、国の省庁、地方自治体、卒業生がスポンサーとなり、一部の恵まれない学生に奨学金が支給されている。
この学校は軍隊のような規律があると言われることもあるが、決して軍隊と似ているわけではない。学校のカリキュラムは、国民教育のカリキュラムと変わりはない。すべての生徒がインドネシアの高等学校で他の生徒と同じ教育を受けるが、創立者の当初の目標が強調したように、生徒のナショナリズムとリーダーシップを育成するために、特別にコースや活動が追加されている。
多くの世論に反して、同校を卒業した学生には士官学校に通う義務はなく、自由に進学を選ぶことができる。

### 選考過程
入学志願者の選考プロセスには、学力、身体、心理テスト、健康チェック、面接が含まれる。

### キャリカラム
授業と生徒の育成において、同校はナショナリズム、愛国心、国民文化という3つの側面に重点を置いている。これらの側面はカリキュラムにも反映されており、生徒たちは国の義務教育カリキュラムに基づいて勉強するほか、リーダーシップ、ナショナリズム、国防という、同年代には他では教えていない特別な科目を履修しなければならない。

### リーダーシップ育成プログラム
各分野のリーダーとなり、社会に貢献できるよう、同校は理論的な概念とリーダーシップ原則の実践的な応用の両方を組み合わせたリーダーシップの機会を提供している。同校では、リーダーシップ理論、組織行動、パブリックスピーキングなどの座学講義を行っている。
選ばれた一部の生徒だけでなく、すべての生徒にリーダーシップの機会が与えられるよう、同校にはローテーション・プログラムがあり、全生徒が1週間交代でクラスや寮のリーダーを務めることになっている。

### その他の活動
- 規律とリーダーシップの基礎教育。新入生全員がこの基礎教育に参加し、ナショナリズム教育や基礎軍事訓練を受ける。この期間中、彼らは自分の家族も含め、外部との接触を一切許されない。その目的は、彼らの独立心と自信を強化することにある。
- スディルマン将軍の旅 生徒たちの野外活動のひとつに、インドネシア民族革命時の有名な軍事指導者であるスディルマン将軍が率いたゲリラ戦を模した、ジャングルや山々への徒歩の旅に参加することがある。旅は15キロ（約9.4マイル）のルートをたどり、1日で終わる。
- キャンプとソーシャルワーク 学生たちはキャンプやソーシャルワークに参加する。多くの場合、キャンプでは最小限の監視下で大自然の中に滞在する必要があるが、これはサバイバル感覚を養うためと考えられている。

### 部活動
タルナ・ヌサンタラ校の課外活動には、学生委員会組織（OSIS）、学生代表（MPK）、儀式小隊（トンパラ）、学校警備パトロール（PKS）などがあります、 カラーガード・セクション、ギタ・バハナ・ヌサンタラ・マーチング・バンド、救急クラブ、ディベート・ソサエティ、スポーツ・チーム（サッカー、テニス、バレーボール、水泳、アスレチック）、アート＆パフォーマンス（ガムラン、ランパック・ゲンダン、バンド）。

### 学術大会チーム
タルナ・ヌサンタラ高校の生徒たちは、例えば科学オリンピック（KSN、OSN、国際オリンピック）、ディベート大会など、学術大会でのトップの成績で知られています。課外活動チームでは、生徒たちが学問的熟練度を高めるための場を提供しています：
- Aeromodeling（エアロモデリングチーム）
- Prasasti（スクールマガジン・チーム）
- KIRTARA (KIR SMA Taruna Nusantara、学生科学クラブ)
- Fractura（写真チーム）
- Tomat（数学オリンピックチーム）
- Elephyte（エレクトロメン・物理チーム）
- Cesium (信じがたい無敵のメンバーを擁する化学チーム)
- BioHolic（生物学チーム）
- TNCC（タルナ・ヌサンタラ・コンピューター・クラブ）
- Astrogank（天文学オリンピックチーム）
- TNEC（タルナ・ヌサンタラ経済クラブ）
- Granity（地質学・地理学タルナ・ヌサンタラ・コミュニティ）
- Hiperbola（インドネシア語チーム）
- TNESC (タルナヌサンタラ英語スピーキングクラブ)
- TNT (タルナ・ヌサンタラ・ニ本碁チーム)
- Deutsch Club（ドイツ語クラブ）
- TNRC（タルナ・ヌサンタラ・ロボティック・クラブ）
- Konsisten（市民教育チーム）

### 校長先生
同校のもうひとつの特徴は、初代校長を除いて、就任前の校長が地元の大学の学長を務めた高級軍人だったことだ。
校長先生は次のようになります。
- タルウォトチョ・チトロスジョノ教授（理学修士）（1990～1994年
- バンバン・ハルトヨ少将（M.B.A.、1994年）
- サジャ・ムルヨレジョ准将 (1994-1998)
- バンバン・プラジュリトノL.L.B.准将（1998～2004年）
- ウントゥン・スソロ准将（退役）（2005-2006年）
- ジュワリ・サルミャント准将（退役）（2006～2010年）
- ジョコ・サソンコ海軍准将 （退役）（2010-2011年
- バンバン・スマリャント准将（退役）医学修士（2011-2013年）
- ワヒド・ヒダヤット准将（退役）（2013-2015年）
- アディ・ウィジャジャ准将（退役）（2015-2016年）
- ウスディヤント, M.Hum（2016～2018年）
- スバギオ准将（退役）、S.I.P.（2018年～2019年）
- スハルトノ・スラトマン少将（退役）（2019-現在）

### 最優秀卒業生
同校の優秀な卒業生には「ガルーダ・トリサクティ・タルナ・タマ」メダルが授与され、金、銀、銅の3つのクラスがある。受賞者は、学業成績、指導力、人格、性格、体力などに基づいて選ばれる。.

### 著名な卒業生
タルナ・ヌサンタラ高校の卒業生は、必ずしも軍でのキャリアを目指すとは限らない。起業家、学者、科学者、あるいは政治の世界に入ることを選ぶ人も多い。
多くの卒業生が政府機関の要職に就いており、Merah Putih内閣の閣僚を務めたこともある。
著名な卒業生の例：
- Agus Harimurti Yudhoyono (TN 5), インフラ・地域開発担当調整大臣
- Sugiono (TN 5), 外務大臣
- Prasetyo Hadi (TN 6), 国務大臣
- Teddy Indra Wijaya (TN 15), 内閣官房長官
- Sudaryono　(TN 11), 農業省副大臣
- Wamildan Tsani Panjaitan (TN 6), PT. Garuda Indonesia (Persero), 専務取締役
- Simon Aloysius Mantiri (TN 6), PT. Pertamina (Persero), 専務取締役
- Kharisma Febriansyah (TN 6), PT. Virama Karya (Persero), 専務取締役

## 備考
- Bantuan Lembaga Perguruan Taman Taruna Nusantara Archived 2010-01-04 at the Wayback Machine.
- SMA TN Beri Ilham Berdirinya Sekolah Unggulan Archived 2009-06-29 at the Wayback Machine.
- (インドネシア語) Taruna-Nusantara-mgl.sch.id Official website
- (インドネシア語) Ikatan Alumni Taruna Nusantara Website Alumni website